# Rost (cràter)
|  | No s'ha de confondre amb Ross (cràter) o Rosse (cràter). |

Rost és un cràter d'impacte situat a la part sud-oest de la Lluna. Es troba al sud-est de Schiller, una formació característica de forma allargada. Al sud-est de Rost es troba el cràter més gran Scheiner. A l'oest-sud-oest apareix Weigel, un cràter més petit.

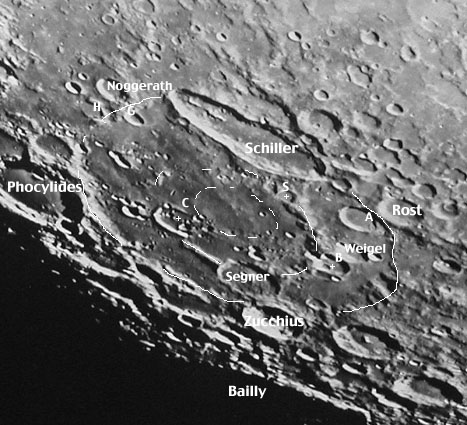
Localització de Rost (centre dreta de la imatge). Al centre, la gran Conca Schiller-Zucchius, l'anell exterior del qual passa entre Rost i Rost A
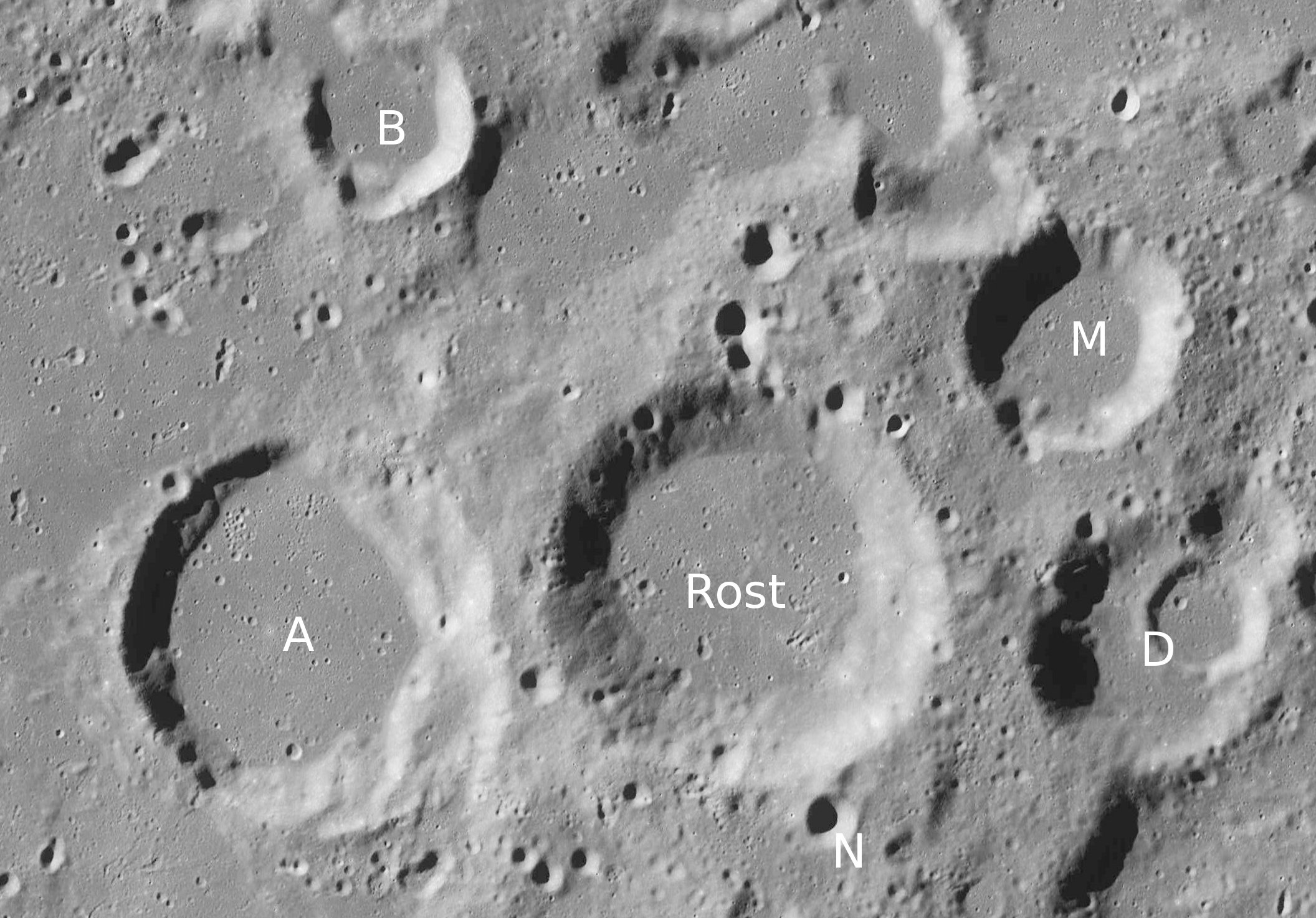
Cràters satèl·lit
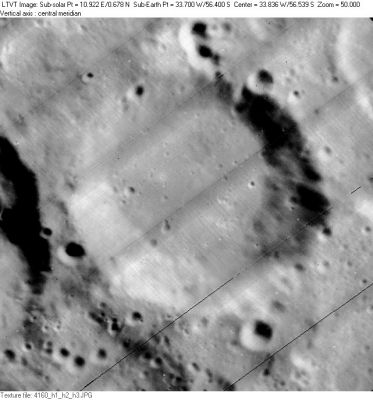
Fotografia de la missió Lunar Orbiter 4

Aquest cràter és una formació circular amb una vora baixa. La paret i el sòl interior no tenen gaires trets característics ressenyables, amb només un petit cràter marcant la superfície. Alguns petits cràters s'agrupen al voltant de la vora, amb un d'ells travessant la paret a nord-oest, i un segon cràter en el costat sud de la paret interna.
Rost es troba a l'est de la Conca Schiller-Zucchius, la vora exterior de la qual es troba entre Rost i Rost A.

## Cràters satèl·lit
Per convenció aquests elements són identificats en els mapes lunars posant la lletra en el costat del punt central del cràter que està més proper a Rost.
| Rost | Coordenades                          | Diàmetre |
| ---- | ------------------------------------ | -------- |
| A    | 56° 30′ S, 36° 42′ O / 56.5°S,36.7°O | 45 km    |
| B    | 54° 36′ S, 36° 00′ O / 54.6°S,36.0°O | 20 km    |
| D    | 56° 36′ S, 30° 54′ O / 56.6°S,30.9°O | 31 km    |
| M    | 55° 30′ S, 31° 24′ O / 55.5°S,31.4°O | 27 km    |
| N    | 57° 12′ S, 33° 00′ O / 57.2°S,33.0°O | 6 km     |